# تعدد المنهجيات

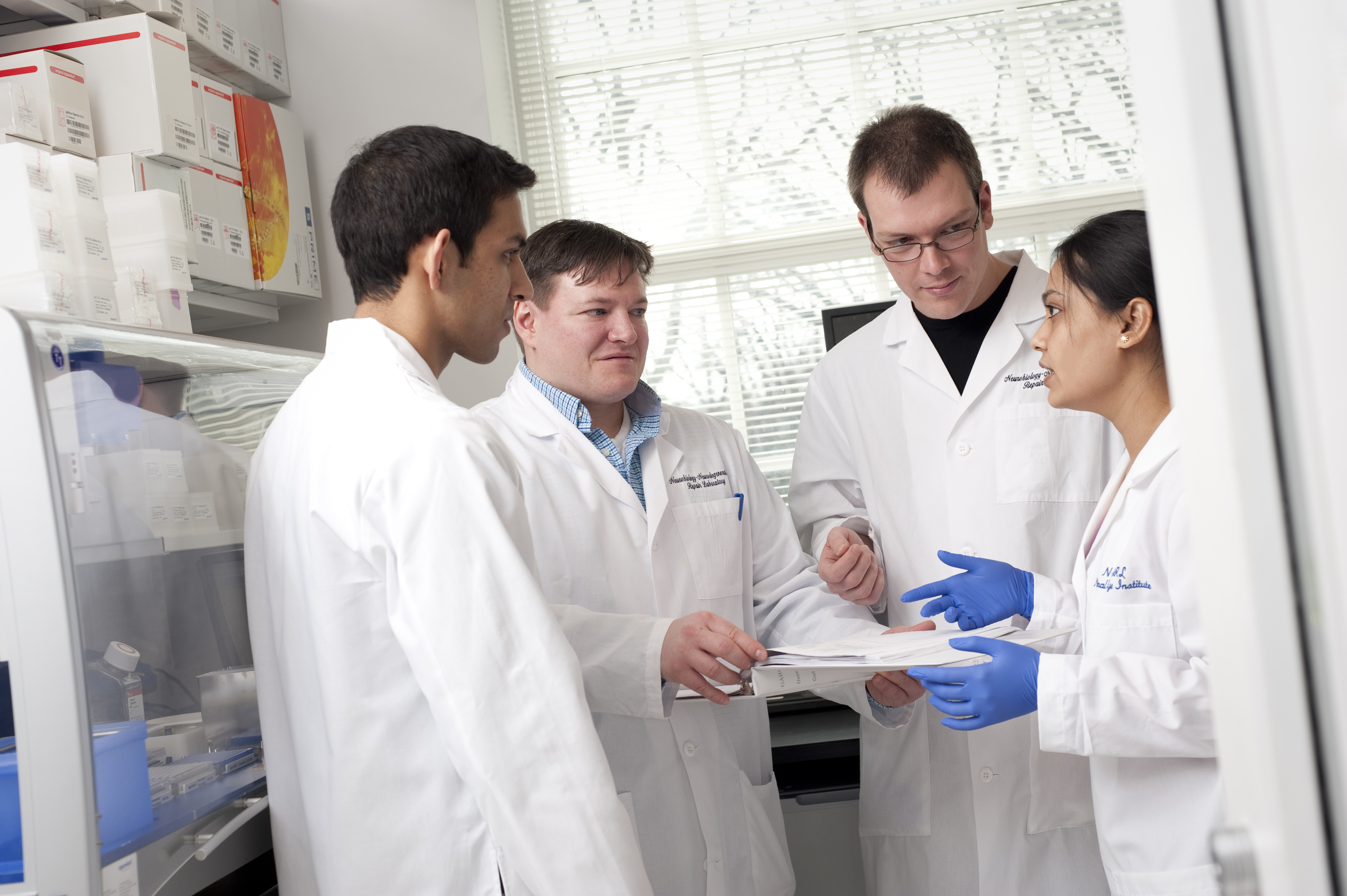

تعدد المنهجيات، أو البحث مختلط الطرق، أو أطروحة التوافق أو النموذج الفكري البراغماتي هو أحد مناهج البحث التي تجمع بين جمع البيانات الكمية والنوعية وتحليلها.
يشيع استخدام تعبير «تعدد المنهجية» في بحوث العمليات مقارنة بغيرها من فروع العلوم الاجتماعية.
وقد اكتسب هذا النهج شعبية واسعة منذ ثمانينيات القرن العشرين.

## البحث مختلط الطرق
يوجد فئتان رئيسيتان من دراسات البحوث التي تعرف حاليًا باسم «البحث مختلط الطرق»:
1. تصميمات المنهج المفرد (SADs) والذي يطبق فيه إستراتيجيات نوعية إضافية و/أو إستراتيجيات كمية لتعزيز جودة البحث؛ و
2. تصميمات المنهج المختلط (MADs). وتتطلب هذه التعريفات التمييز بين إستراتيجيات البحث ومناهج البحث.

إستراتيجية البحث هي إجراءات تهدف إلى تحقيق هدف بحثي متوسط معين-مثل أخذ العينات، أو جمع البيانات أو تحليلها. ولذلك فإننا نتحدث عن إستراتيجيات أخذ العينات أو إستراتيجيات تحليل البيانات. وحاليًا تعد الاستفادة من الإستراتيجيات المتعددة لتعزيز المصداقية (شكل من أشكال تثليث المنهجية) من الأمور المسلم بها لدى المختصين بعلماء الميثودولوجيا. وباختصار، فإن المزج أو التكامل بين إستراتيجيات البحث (الكيفي و/أو الكمي) في أي وجميع البحوث التي تجرى تعد ميزة مشتركة بين جميع البحوث الجيدة.
ويشير منهج البحث إلى مجموعة متكاملة من مبادئ البحث والدلائل الإجرائية العامة. وتتميز المناهج بأنها دلائل منهجية أو خرائط طريق واسعة وشاملة (ولكنها عامة) ترتبط بدوافع البحث الخاصة أو الأهداف التحليلية. ومن الأمثلة على الأهداف التحليلية هي التوزيع والتنبؤ التكراري للسكان. وتتضمن الأمثلة على مناهج البحث التجارب، والدراسات الاستقصائية، والدراسات الارتباطية، والبحوث الإثنوغرافية، والتحقق من الظواهر. وكل منهج من هذه المناهج يعد ملائمًا لتلبية هدف تحليلي معين. فتعد التجارب، على سبيل المثال، مثالية لمعالجة التفسيرات المبنية على القوانين أو السبب المحتمل؛ والدراسات الاستقصائية-للوصف التكراري للسكان، ودراسات الترابط-للتنبؤات؛ والإثنوغرافيا-للوصف وتفسيرات العمليات الثقافية؛ وعلم الظواهر-لوصف جوهر الظواهر أو التجارب المعيشة.
في تصميم المنهج المفرد (SAD) يتم استخدام فائدة تحليلية واحدة فقط. في تصميم المنهج المختلط (MAD) يتم استخدام فائدتين أو أكثر من الفوائد التحليلية. لاحظ: قد يتضمن تصميم المنهج المختلط جميع المناهج «الكمية» مثل الجمع بين الدراسة الاستقصائية والتجربة؛ أو «النوعية» مثل الجمع بين الدراسة الإثنوغرافية وعلم الظواهر.
تحذير حول التعبير “تعدد المنهجية”. أصبح من الشائع استخدام التعبيرين «منهج» و«منهجية» بوصفهما مترادفين (كما هو واضح في المقدمة أعلاه). ومع ذلك، توجد أسباب فلسفية مقنعة للتمييز بين التعبيرين. يعني «المنهج» طريقة القيام بشيء ما - إجراء. وتعني «المنهجية» مناقشة حول المناهج أي مناقشة حول مدى كفاية وملاءمة مزيج خاص من مبادئ البحث وإجراءاته. تتضمن الكلمتان الإنجليزيتان methodology (منهجية) وbiology (علم الأحياء) المقطع "logy." ونظرًا لأن bio-logy يعني دراسة كل أنواع الكائنات الحية؛ فإن methodo-logy تعني دراسة كل أنواع المناهج. It seems unproductive, therefore, to speak of multi-biologies or of multi-methodologies. It is very productive, however, to speak of multiple biological perspectives or of multiple methodological perspectives.

## الاستحسان
يستند التعدد المنهجي بوصفه إستراتيجية للتدخل و/أو البحث إلى أربع ملاحظات:
1. غالبًا ما تكون النظرة الضيقة للعالم مضللة، ولذلك فإن دراسة موضوع ما من وجهات نظر مختلفة أو من نماذج فكرية مختلفة قد يساعد في أن نحصل على منظور شمولي.
2. هناك مستويات مختلفة من البحوث الاجتماعية (أي: البيولوجية والمعرفية والاجتماعية، وغيرها)، ومنهجيات مختلفة قد تتميز بقوى خاصة فيما يتعلق بأحد هذه المستويات. يساعدك استخدام أكثر من واحد في أن تحصل على صورة أكثر وضوحًا للعالم الاجتماعي ويتيح لك أن تقدم تفسيرات أكثر ملاءمة.
3. تجمع العديد من الممارسات القائمة بين المنهجيات للتوصل إلى حلول لمشكلات معينة، على الرغم من أنها لم تتطور نظريًا بما يكفي
4. يناسب التعدد المنهجي فلسفة ما بعد الحداثة

## الجدوى
يتميز التعدد المنهجي ببعض المخاطر. من بينها:
1. تتعارض العديد من النماذج الفكرية مع بعضها البعض. ومع ذلك، فبمجرد فهم الاختلافات التي تميزهم، قد يكون من المفيد رؤية الجوانب المتعددة، والحلول المحتملة التي قد تبرز عنها.
2. تؤثر القضايا الثقافية على الأراء العالمية والقدرة على التحليل. فالاطلاع على نموذج فكري جديد ليس كافيًا للتغلب على الانحياز المحتمل؛ فيجب تعلمه عن طريق الممارسة والخبرة.
3. يتميز الناس بقدرات معرفية تجعلهم عرضة لنماذج فكرية معينة. بإمكان المفكر المنطقي أن يفهم ويستخدم بسهولة أكبر المنهجيات الكمية. فمن السهل الانتقال من الكمية إلى النوعية، وليس العكس.

## برنامج تحليل البحث مختلط المناهج بمساعدة الحاسوب
تدعم القليل من تطبيقات برامج تحليل البحث النوعي قدرًا من التكامل الكمي، وتركز البرامج التالية أو تطبيقات الويب على البحث مختلط الطرق:
1. ديدوس تطبيق للتحليل النوعي على شبكة الإنترنت وأداة بحثية مختلطة المناهج تطورت على يد أساتذة من جامعة كاليفورنيا، لوس أنجلوس، وهو خليفة لتطبيق إثنونوتس.[3][4]
2. إثنونوتس[4][5]
3. كيو دي إيه ماينر[6] برنامج تحليل البيانات النوعية ومختلط المناهج طوره بروفاليس للبحث.[7]

## الاستنتاجات
يلقى التعدد المنهجي استحسانًا فضلاً عن أنه أثبت جدواه نظرًا لأنه يقدم نظرة كاملة، ولأنه يحتاج متطلبات خاصة جدًا من المنهجية العامة خلال المراحل المختلفة من التدخل (أو المشروع البحثي). وعلى الرغم من هذه المتطلبات، فمن الأكثر فعالية اختيار الأداة المناسبة لأداء الوظيفة المكلفين بها.
فمن الممكن استخدامها عندما تريد الانتقال من مرحلة بحثية لأخرى مع البناء عليها. فقد ترغب أولاً في استكشاف البيانات نوعيًا لتطوير أداة ما، أو للتعرف على المتغيرات لاختبارها في دراسة كمية لاحقة. وقد تقوم بدراسة مختلطة المناهج عندما تريد أن تتابع دراسة كمية بأخرى نوعية للحصول على معلومات نوعية مفصلة.

## الانتقادات
تعرض التعدد المنهجي للنقد على يد الملتزمين بفرضية التعارض - وخاصة أصحاب ما بعد البنيوية وما بعد الحداثة. ويقول النقاد أن التعدد المنهجي خاطئ لأن النموذج الفكري البحثي الكمي والنوعي لا يجب المزج بينهما.

## كتابات أخرى
- Andres, Lesley (2012). "Designing and Doing Survey Research". London: Sage. Survey research from a mixed methods perspective.
- Brannen, Julia. 2005. “Mixing Methods: The Entry of Qualitative and Quantitative Approaches into the Research Process.” International Journal of Social Research Methodology 8:173-184.
- Mingers J., Brocklesby J., "Multimethodology: Towards a Framework for Mixing Methodologies", Omega, Volume 25, Number 5, October 1997, pp. 489–509 (21)
- Niglas, Katrin. 2004. "The Combined Use of Qualitative and Quantitative Methods in Educational Research." http://www.tlulib.ee/files/arts/95/nigla32417030233e06e8e5d471ec0aaa32e9.pdf
- Onwuegbuzie, Anthony and Leech, Nancy; 2005. “Taking the “Q” Out of Research: Teaching Research Methodology Courses Without the Divide Between Quantitative and Qualitative Paradigms.” Quality and Quantity 39:267-296.

Schram, Sanford F., and Brian Caterino, eds., Making Political Science Matter: Debating Knowledge, Research, and Method (New York: New York University Press, 2006).
- Lowenthal, P. R., & Leech, N. (2009). Mixed research and online learning: Strategies for improvement. In T. T. Kidd (Ed.), Online education and adult learning: New frontiers for teaching practices (pp. 202–211). Hershey, PA: IGI Global.

## وصلات خارجية
- Mixed Methods Network for Behavioral, Social, and Health Sciences